# Best of Bee Gees, Volume 2
Best of Bee Gees, Volume 2 drugi je kompilacijski album od australskog rock sastava The Bee Gees, koji izlazi u srpnju 1973.g.

## Popis pjesama
1. "How Can You Mend A Broken Heart"
2. "I.O.I.O."
3. "Don't Want To Live Inside Myself"
4. "Melody Fair"
5. "My World"
6. "Let There Be Love"
7. "Saved By The Bell"
8. "Lonely Days"
9. "Morning Of My Life"
10. "Don't Forget To Remember"
11. "And The Sun Will Shine"
12. "Run To Me"
13. "Man For All Seasons"
14. "Alive"

## Alternativne verzije
Izdanje ovoga albuma na kazeti, uključuje skladbu "Wouldn't I Be Someone", s Bee Geesovog neobjavljenog albuma A Kick in the Head is Worth Eight in the Pants i obrađene skladbe:
Strana 1: Wouldn't I Be Someone/I.O.I.O./My World/Saved By the Bell/Don't Forget to Remember/And the Sun Will Shine/Run to Me/Man for All Seasons 
Strana 2: How Can You Mend a Broken Heart/Don't Want to Live Inside Myself/Melody Fair/Let There Be Love/Lonely Days/Morning of My Life/Alive

## Vanjske poveznice
- discogs.com - Bee Gees - Best Of Bee Gees Vol. 2